# II liga polska w piłce nożnej (1960)
II liga 1960 – 12. edycja rozgrywek drugiego poziomu ligowego piłki nożnej mężczyzn w Polsce. Wzięły w nich udział 24 drużyny, grając w dwóch grupach systemem kołowym. Sezon ligowy rozpoczął się w marcu 1960, ostatnie mecze rozegrano w listopadzie 1960.
| Poziomy rozgrywkowe w sezonie 1960 | Poziomy rozgrywkowe w sezonie 1960 | Poziomy rozgrywkowe w sezonie 1960 |
| Rozgrywki                          | P                                  | Nazwa                              |
| ---------------------------------- | ---------------------------------- | ---------------------------------- |
| Centralne                          | I                                  | I Liga                             |
| Centralne                          | II                                 | II Liga (2 grupy)                  |
| Okręgowe (18 okręgów)              | III                                | Liga Okręgowa                      |
| Okręgowe (18 okręgów)              | IV                                 | A klasa                            |
| Okręgowe (18 okręgów)              | V                                  | B klasa                            |
| Okręgowe (18 okręgów)              | VI                                 | C klasa                            |

## Drużyny

### Grupa południowa
| Uczestnicy poprzedniej edycji                                                                                 | Uczestnicy poprzedniej edycji | Uczestnicy poprzedniej edycji | Uczestnicy poprzedniej edycji |
| --- | ----------------------------- | ----------------------------- | ----------------------------- |
| grupa południowa                                                                                              |                               |                               |                               |
| WAK | Wawel Kraków                  | 3                             |                               |
| PIA | Piast Gliwice                 | 4                             |                               |
| NLI | Naprzód Lipiny                | 5                             |                               |
| SMI | Stal Mielec                   | 6                             |                               |
| UNT | Unia Tarnów                   | 7                             |                               |
| STR | Stal Rzeszów                  | 8                             |                               |
| CON | Concordia Knurów              | 9                             |                               |
| LEK | Legia Krosno                  | 10                            |                               |
| Spadek z I ligi 1959                                                                                          |                               |                               |                               |
| CRA | Cracovia                      | 11                            |                               |
| RAD | Górnik Radlin                 | 12                            |                               |
| Awans z III ligi 1959                                                                                         |                               |                               |                               |
| zwycięzcy baraży o awans                                                                                      |                               |                               |                               |
| GAR | Garbarnia Kraków              | 1 (gr. III)                   |                               |
| WIR | Wawel Wirek                   | 1 (gr. IV)                    |                               |
| Oznaczenia: - kolumna pierwsza – skróty nazw drużyn, - kolumna trzecia – miejsce zajęte w poprzednim sezonie. |                               |                               |                               |

### Grupa północna
| Uczestnicy poprzedniej edycji                                                                                 | Uczestnicy poprzedniej edycji | Uczestnicy poprzedniej edycji | Uczestnicy poprzedniej edycji |
| --- | ----------------------------- | ----------------------------- | ----------------------------- |
| przeniesiona z grupy południowej                                                                              |                               |                               |                               |
| UNR | Unia Racibórz                 | 2                             |                               |
| grupa północna                                                                                                |                               |                               |                               |
| LPO | Lech Poznań                   | 2                             |                               |
| ARS | Arkonia Szczecin              | 3                             |                               |
| ŚLĄ | Śląsk Wrocław                 | 4                             |                               |
| ZAW | Zawisza Bydgoszcz             | 5                             |                               |
| OLI | Olimpia Poznań                | 6                             |                               |
| PWA | Polonia Warszawa              | 7                             |                               |
| PGD | Polonia Gdańsk                | 8                             |                               |
| CAL | Calisia Kalisz                | 9                             |                               |
| WAR | Warta Poznań                  | 10                            |                               |
| Awans z III ligi 1959                                                                                         |                               |                               |                               |
| zwycięzcy baraży o awans                                                                                      |                               |                               |                               |
| BAŁ | Bałtyk Gdynia                 | 1 (gr. I)                     |                               |
| UGW | Unia Gorzów Wielkopolski      | 1 (gr. II)                    |                               |
| Oznaczenia: - kolumna pierwsza – skróty nazw drużyn, - kolumna trzecia – miejsce zajęte w poprzednim sezonie. |                               |                               |                               |

## Rozgrywki
Uczestnicy obu grup rozegrali po 22 kolejki ligowe (razem po 132 spotkania) w dwóch rundach – wiosennej i jesiennej.
Mistrzowie i wicemistrzowie grup II ligi uzyskali awans do I ligi, a zespoły z miejsc 10–12 spadły do III ligi.

### Grupa południowa – tabela
| Lp. | Drużyna              | M  | Z  | R | P  | Bramki | Bramki | Stos. | Pkt | Uwagi               |
| --- | -------------------- | -- | -- | - | -- | ------ | ------ | ----- | --- | ------------------- |
| 1   | Stal Mielec (M) (A)  | 22 | 13 | 5 | 4  | 40     | 20     | 2,000 | 31  | Awans do I ligi     |
| 2   | Cracovia (A)         | 22 | 11 | 8 | 3  | 44     | 21     | 2,095 | 30  | Awans do I ligi     |
| 3   | Piast Gliwice        | 22 | 10 | 6 | 6  | 38     | 27     | 1,407 | 26  |                     |
| 4   | Garbarnia Kraków     | 22 | 9  | 5 | 8  | 31     | 20     | 1,550 | 23  |                     |
| 5   | Stal Rzeszów         | 22 | 9  | 5 | 8  | 26     | 29     | 0,897 | 23  |                     |
| 6   | Naprzód Lipiny       | 22 | 9  | 4 | 9  | 25     | 32     | 0,781 | 22  |                     |
| 7   | Unia Tarnów          | 22 | 8  | 5 | 9  | 30     | 34     | 0,882 | 21  |                     |
| 8   | Legia Krosno         | 22 | 7  | 6 | 9  | 22     | 38     | 0,579 | 20  |                     |
| 9   | Wawel Kraków         | 22 | 8  | 3 | 11 | 35     | 27     | 1,296 | 19  |                     |
| 10  | Górnik Radlin (S)    | 22 | 8  | 3 | 11 | 29     | 40     | 0,725 | 19  | Spadek do III ligi1 |
| 11  | Concordia Knurów (S) | 22 | 5  | 8 | 9  | 30     | 35     | 0,857 | 18  | Spadek do III ligi1 |
| 12  | Wawel Wirek (S)      | 22 | 5  | 2 | 15 | 25     | 52     | 0,481 | 12  | Spadek do III ligi1 |

### Grupa północna – tabela
| Lp. | Drużyna                      | M  | Z  | R  | P  | Bramki | Bramki | Stos. | Pkt | Uwagi               |
| --- | ---------------------------- | -- | -- | -- | -- | ------ | ------ | ----- | --- | ------------------- |
| 1   | Lech Poznań (M) (A)          | 22 | 16 | 3  | 3  | 33     | 11     | 3,000 | 35  | Awans do I ligi     |
| 2   | Zawisza Bydgoszcz (A)        | 22 | 13 | 8  | 1  | 42     | 8      | 5,250 | 34  | Awans do I ligi     |
| 3   | Unia Racibórz                | 22 | 14 | 3  | 5  | 57     | 25     | 2,280 | 31  |                     |
| 4   | Arkonia Szczecin             | 22 | 10 | 8  | 4  | 36     | 22     | 1,636 | 28  |                     |
| 5   | Śląsk Wrocław                | 22 | 11 | 5  | 6  | 45     | 25     | 1,800 | 27  |                     |
| 6   | Bałtyk Gdynia                | 22 | 5  | 10 | 7  | 21     | 27     | 0,778 | 20  |                     |
| 7   | Olimpia Poznań               | 22 | 6  | 5  | 11 | 28     | 38     | 0,737 | 17  |                     |
| 8   | Calisia Kalisz               | 22 | 6  | 5  | 11 | 22     | 43     | 0,512 | 17  |                     |
| 9   | Polonia Warszawa             | 22 | 3  | 9  | 10 | 18     | 36     | 0,500 | 15  |                     |
| 10  | Unia Gorzów Wielkopolski (S) | 22 | 6  | 3  | 13 | 23     | 53     | 0,434 | 15  | Spadek do III ligi1 |
| 11  | Polonia Gdańsk (S)           | 22 | 5  | 4  | 13 | 21     | 36     | 0,583 | 14  | Spadek do III ligi1 |
| 12  | Warta Poznań (S)             | 22 | 3  | 5  | 14 | 18     | 40     | 0,450 | 11  | Spadek do III ligi1 |